# Kusuma Wardhani
Kusuma Wardhani (Macáçar, 20 de fevereiro de 1964 – 12 de novembro de 2023) foi uma arqueira indonésia, medalhista olímpica.

## Carreira
Wardhani representou seu país nos Jogos Olímpicos em 1988, ganhando a medalha de prata por equipes em 1988. 

## Morte
Wardhani morreu em 12 de novembro de 2023, aos 59 anos, em Macáçar.